# スムエル
スムエル（Sumuel、Sumu-El）は、古代メソポタミアの都市国家・ラルサの王。

## 略歴
低年代説によると、スムエルはアムル人であり、紀元前1894年頃から紀元前1866年頃まで、都市国家ラルサを統治していた。
遺されているスムエルの29年間の治世の記録によると、4年目にアクスムとカザリュ、5年目にウルク、8年目にピナラティム、10年目にサバム、11年目にキシュ、15年目にカザリュ、16年目にナンナ・イーシャ、治世の終わりにウンマと戦った。これらのほとんどはユーフラテス川沿いの小さな村の名である。